# Palacio San Martín

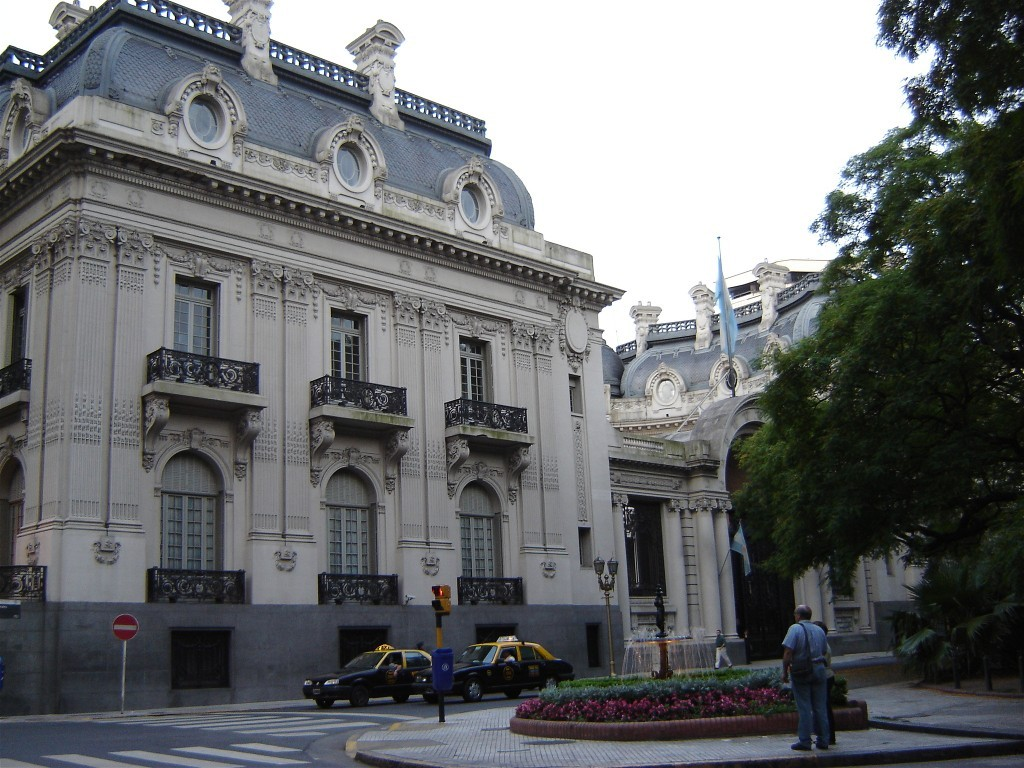
Der Palacio San Martín

Der Palacio San Martín ist ein Gebäude in der argentinischen Hauptstadt Buenos Aires. Es befindet sich an der Plaza San Martín, im Stadtteil Retiro.

## Beschreibung
Der Palacio im Beaux-Arts-Stil wurde von dem Architekten Alejandro Christophersen für Mercedes Castellanos de Anchorena geplant. Nach vier Jahren Bauzeit wurde er 1909 fertiggestellt. 1936 erwarb die Bundesregierung das Gebäude und nutzte es bis 1993 als Außenministerium. Heute wird es vom Ministerium für festliche Empfänge genutzt. 
Zunächst war das Gebäude nach seiner Besitzerin als Palacio Anchorena bekannt. Heute erinnert der Name an den Nationalhelden José de San Martín. Der Palacio beherbergt zahlreiche Kunstwerke argentinischer und US-amerikanischer Künstler, darunter Antonio Berni, Pablo Curatella Manes, Lino Enea Spilimbergo und Roberto Matta.

## Innenansichten und Hof

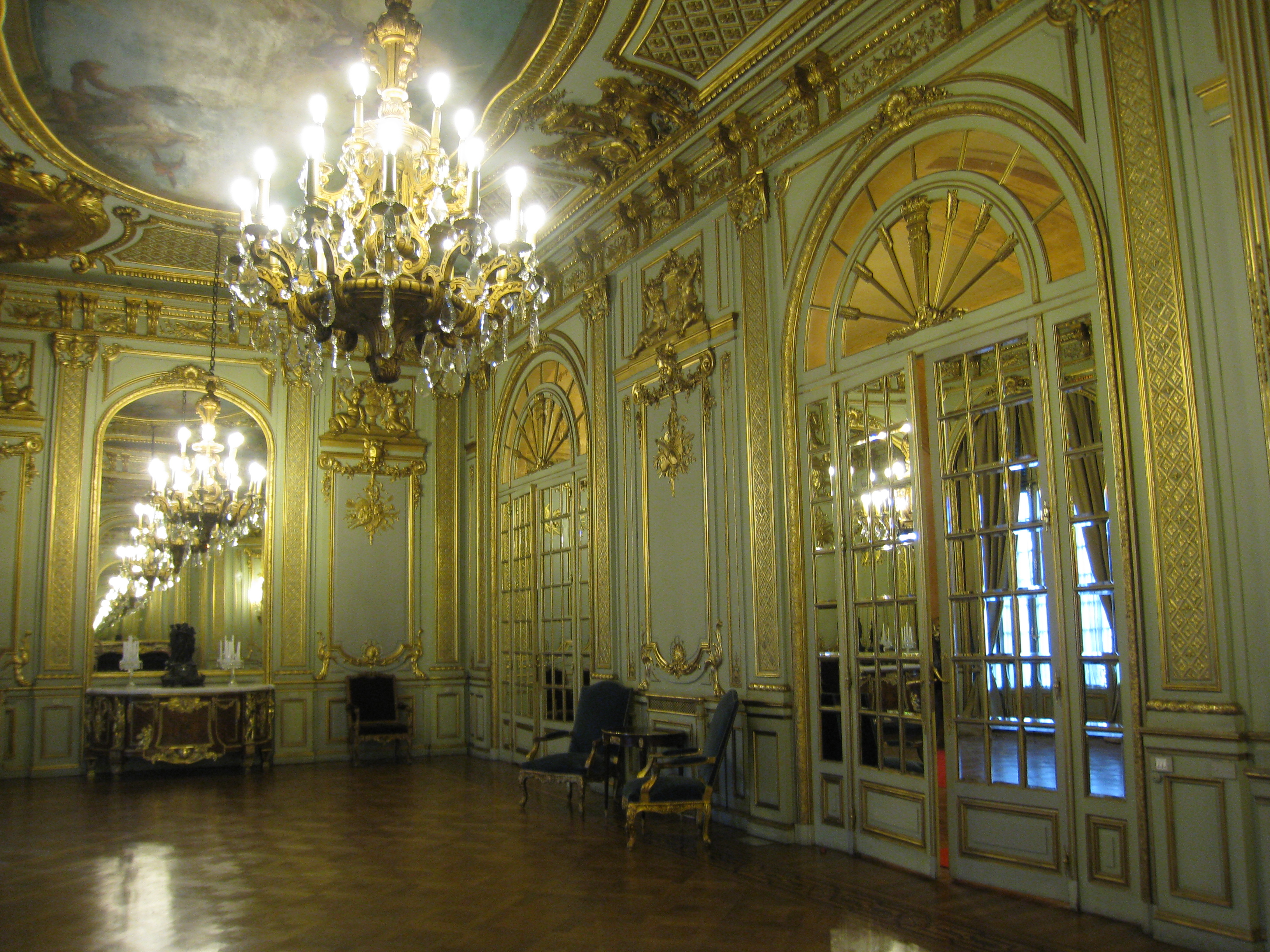
Ballsaal
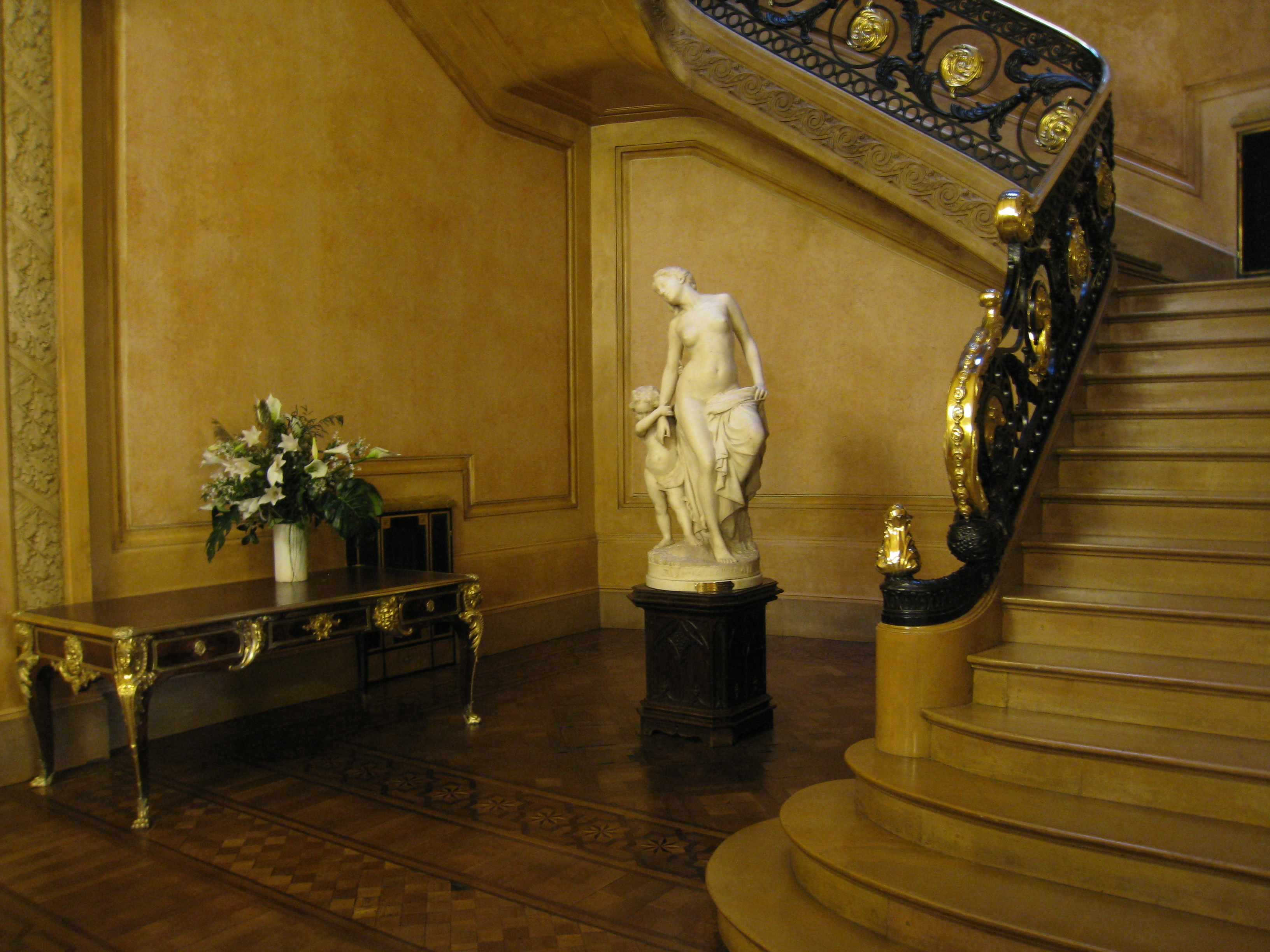
Skulptur im Treppenhaus
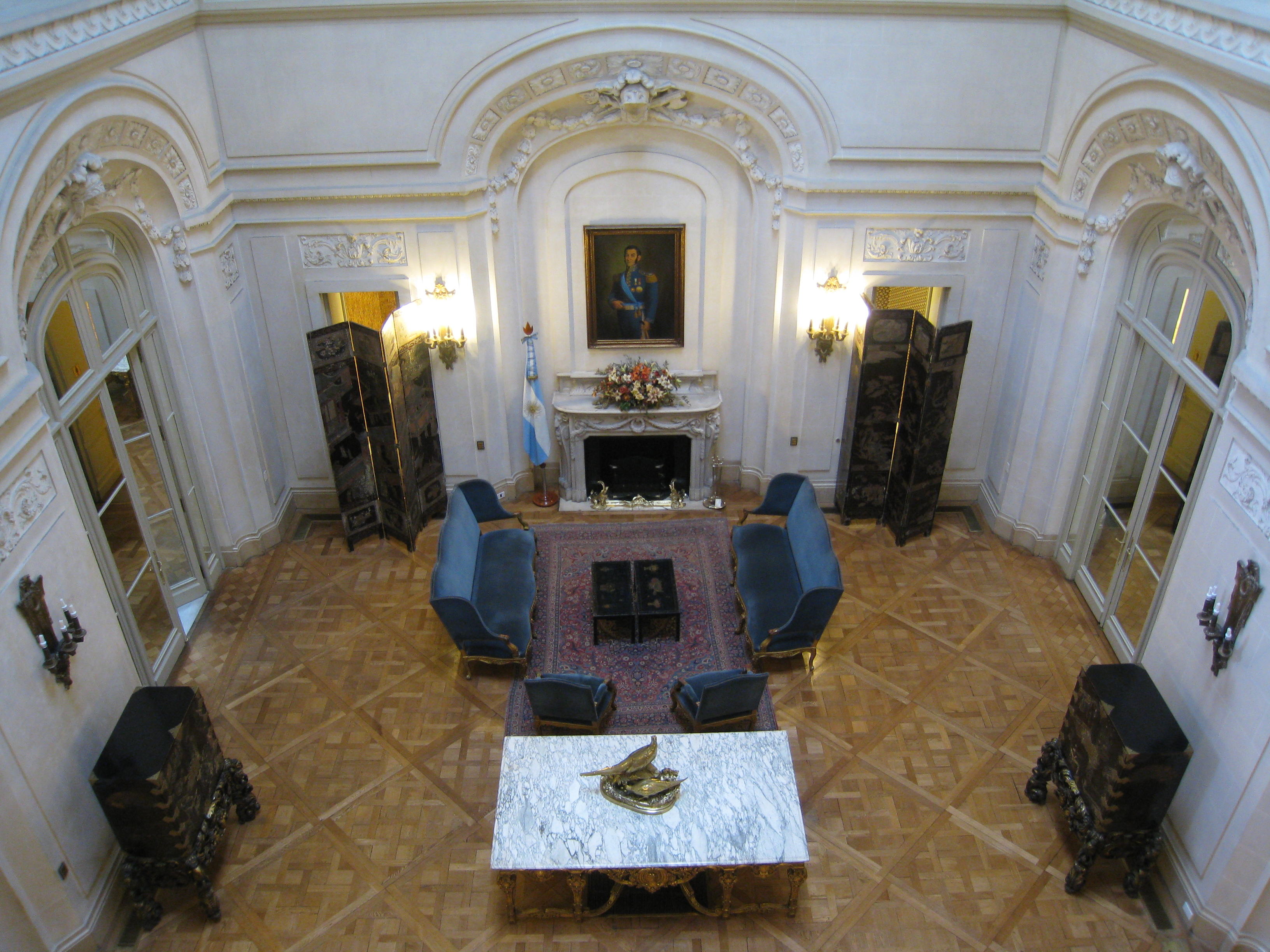
Empfangszimmer
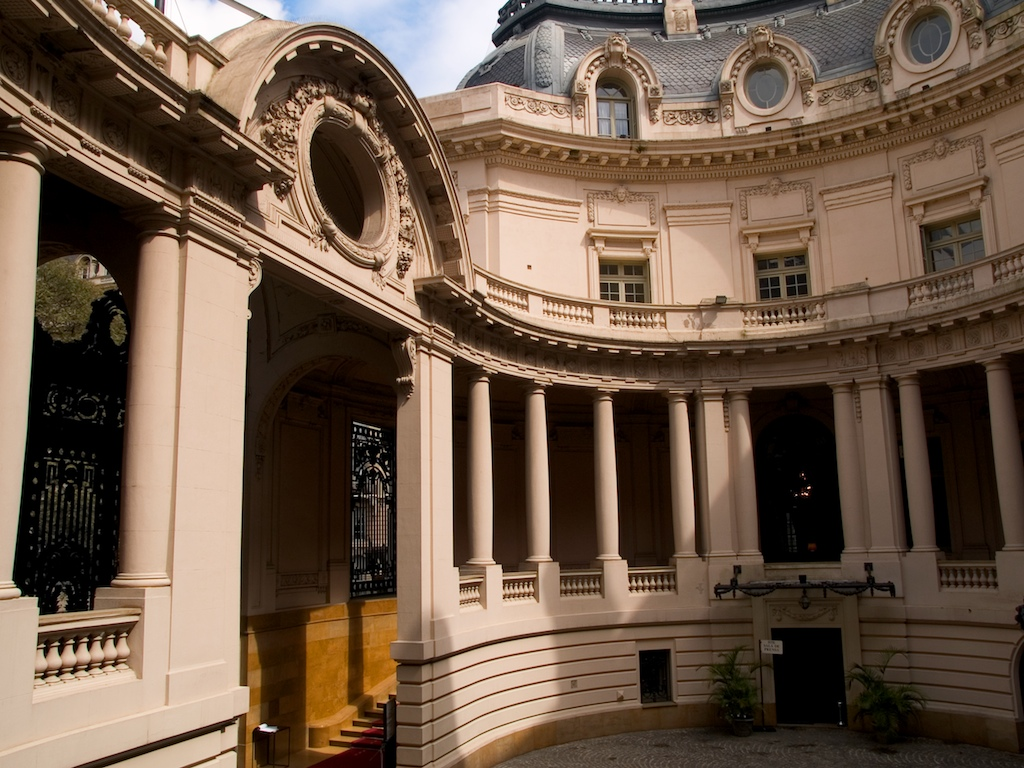
Innenhof